# Valladolid Challenger 2005
Il Valladolid Challenger 2005 è stato un torneo di tennis facente parte della categoria ATP Challenger Series nell'ambito dell'ATP Challenger Series 2005. Il torneo si è giocato a Valladolid in Spagna dal 25 al 31 luglio 2005 su campi in cemento.

## Vincitori

### Singolare
Filip Prpic ha battuto in finale  Wang Yeu-tzuoo con il punteggio di 6–2, 7–6(5)

### Doppio
Matwé Middelkoop /  Alexander Peya hanno battuto in finale  Jasper Smit /  Stefan Wauters con il punteggio di 7–6(7), 6–3